# Dong Feixia
Dong Feixia (in cinese 董飛俠S, Dǒng FēixiáP; Contea di Zhouzhi, 17 marzo 1989) è un'atleta paralimpica cinese specializzata nelle gare di lancio del disco e appartenente alla categoria F55.
Nel corso della sua carriera paralimpica ha disputato per due volte ai Giochi paralimpici, vincendo nelle edizioni del 2016 e del 2020 la medaglia d'oro nella propria disciplina.

## Biografia
È sposata con Zhou Feifei, anch'agli atleta.

## Carriera
Rimasta paralizzata già dall'età di un anno, ha iniziato a praticare lancio del peso con la squadra di atletica leggera dello Shaanxi Paralympic Sports Center nel 2004, facendo invece il proprio debutto internazionale alle paraolimpiadi di Pechino del 2008.
Alle paraolimpiadi del 2016 a Rio ha vinto la prima medaglia d'oro olimpica nel lancio del disco, battendo con un punteggio di 25,03 m la tedesca Marianne Buggenhagen (24,56 m). Cinque anni dopo alle paraolimpiadi di Tokyo si è ripetuta vincendo nuovamente la medaglia d'oro nella medesima disciplina.

## Palmarès

### Giochi paralimpici estivi
- 3 medaglie
  - 2 ori (Rio 2016, Tokyo 2020)
  - 1 argento (Parigi 2024)

### Mondiali paralimpici
- 4 medaglie
  - 4 argenti (Christchurch 2011, Doha 2015, Dubai 2019, Kōbe 2024)